# Charles Le Brun

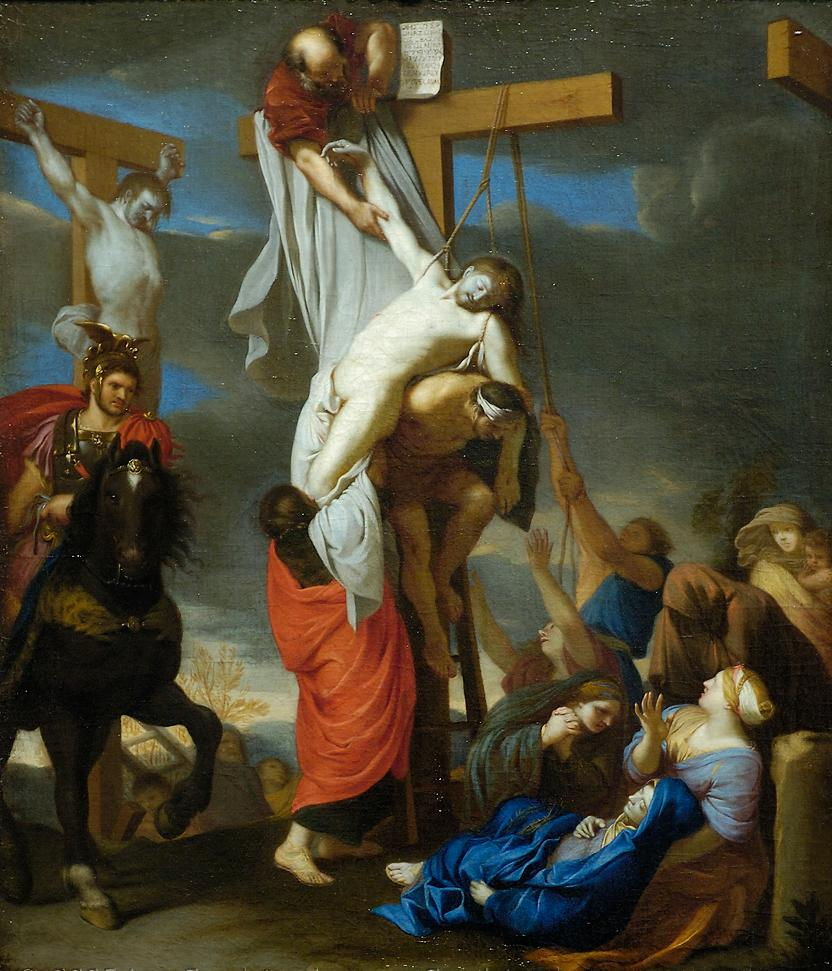
Nedtagandet från Korset.

Charles Le Brun, även Lebrun, född 24 februari 1619 i Paris, död där 12 februari 1690, var en fransk målare och arkitekt under barockepoken.

## Biografi
Le Brun studerade för Vouet och senare i Rom där han tog starka intryck av Poussin som studerade där samtidigt som honom. Vid sin hemkomst grundade han Académie Royale de Peinture et de Sculpture och blev senare dess direktör. Efter hand blev Lebrun mer verksam som arkitekt och dekoratör än som stafflimålare. Han utsmyckade slottet Vaux-le-Vicomte och från 1660-talet Louvren och Versailles; särskilt märks Apollongalleriet i Louvren och Spegelgalleriet i Versailles bland hans alster.
Le Bruns eleganta och dekorativa klassicism blev typisk för Ludvig XIV, en barockstil med rena, ännu i linjerna från klassicismen hämtade linjer, men pompös och glänsande i färg och förgyllningar.
I egenskap av förste hovmålare hos Ludvig XIV (från 1662), direktör för Gobelinsfabriken (från 1663) och beskyddad av finansministern Colbert styrde han konstlivet i Frankrike in på 1680-talet. Le Brun är representerad vid bland annat Nationalmuseum.